# جيمس لورانس (لاعب كرة قدم)
جيمس لورانس (بالإنجليزية: James Lawrence)‏ (22 أغسطس 1992 بهنلي أون تيمز في المملكة المتحدة - ) هو لاعب كرة قدم بريطاني في مركز الدفاع. لعب مع أياكس أمستردام وسبارتا روتردام ونادي ترنتشين.

## وصلات خارجية
- جيمس لورانس على موقع الاتحاد الدولي (مؤرشف)  (الإنجليزية)
- جيمس لورانس على موقع الاتحاد الأوربي (الإنجليزية)
- جيمس لورانس على موقع ناشيونال فوتبول تيمز (الإنجليزية)
- جيمس لورانس على موقع Soccerbase.com (لاعب) (الإنجليزية)
- جيمس لورانس على موقع Soccerway.com (الإنجليزية)
- جيمس لورانس على موقع عالم كرة القدم.نت (الإنجليزية)